# Conmigo (EP de Jorge Blanco)
Conmigo é o EP de estreia do cantor, compositor e ator mexicano Jorge Blanco. Lançado em 14 de fevereiro de 2019, o EP é composto por seis músicas, cinco em espanhol e uma em inglês. A segunda faixa do disco, "Escondida", teve sua estreia na MTV Latinoamérica e o videoclipe da canção foi o primeiro em que o cantor entrou nas primeiras posições das paradas do YouTube no México.
Dias depois, o cantor anunciou que faria uma turnê no México para promovê-lo. As cidades confirmadas foram: Cidade do México, Guadalajara, Monterrei, Puebla, Metepec, León e Querétaro. Seu primeiro material como solista foi consolidado como um dos mais vendidos no México, permanecendo nas primeiras posições por várias semanas.
Após a bem-sucedida turnê promocional de seu EP "Conmigo", Jorge anunciou sua primeira turnê solo no país asteca, que começaria em 9 de maio. A turnê ganhou o nome de "Conmigo Tour" e passou por cidades como: Querétaro, Cidade do México, Monterrei e Toluca. Em 19 de julho, o cantor anunciou que a "Conmigo Tour" chegaria à América Latina, sendo o primeiro concerto solo fora de seu país natal. A turnê passou por países como: Argentina, Uruguai, Paraguai, Colômbia, Panamá, Costa Rica, Peru, Equador, entre outros.

## Lista de faixas
1. Si Te Tuviera
2. Escondida
3. Opciones
4. Te La Dedico
5. Conmigo
6. Beautiful Mistake